# Torre ABSA
La Torre ABSA (in inglese: ABSA Tower) è un grattacielo di Johannesburg in Sudafrica.

## Storia
I lavori di costruzione dell'edificio vennero terminati nel 1970.

## Descrizione
Il grattacielo è alto 140 metri e conta 31 piani.